# Château Pèlerin
Le château Pèlerin, appelé aussi forteresse d'Atlit, était une des plus grandes forteresses templières en Terre sainte. Elle est bâtie sur un éperon rocheux entouré d'eau qui se situe sur la côté méditerranéenne, à environ 25 km au nord de Césarée et à environ 12 km au sud d'Acre et du mont Carmel, alors dans le royaume franc de Jérusalem. Elle est construite à l'est de la Tour du Détroit, cette dernière étant déjà en possession des Templiers. Château Pèlerin se trouve aujourd'hui à proximité du village d'Atlit en Israël et du site archéologique néolithique d'Atlit Yam.

## L'origine
Les premiers croisés de la cinquième croisade, dont le roi de Hongrie André II, arrivent en Palestine en 1217. Forcés d'attendre l'arrivée de la majeure partie du contingent, les croisés présents, dont Gauthier d'Avesnes, entreprennent plusieurs opérations militaires contre les territoires musulmans en Syrie, toutefois sans résultats notables.
En revanche, ils contribuent surtout à la construction d'une puissante forteresse côtière entre 1217 et 1218, sur l'emplacement d'un ancien site phénicien, la baie au nord étant considérée comme un port utilisé à cette époque. Cette forteresse fut remise aux Templiers en 1220 et baptisée Château-Pèlerin, en hommage aux nombreux pèlerins chrétiens qui contribuèrent bénévolement à son édification. En 1220, bien que les travaux ne soient pas terminés, la garnison présente dans la place forte résiste victorieusement à l'attaque du sultan de Damas, tout en ayant assez de ressources pour subvenir aux besoins de quatre mille personnes pendant le siège.

## Caractéristiques
Château Pèlerin faisait 280 mètres sur 160 et trois de ses côtés étaient baignés par la Méditerranée. La maîtrise des mers restant du côté des croisés (ce qui permettait d'approvisionner la place forte par ce biais), il s'agissait surtout de se protéger du côté des terres. Par conséquent le côté Est, le seul rattaché au continent, se trouve pourvu d'un fossé et de deux murailles dotées de tours.
Le rez-de-chaussée du donjon était occupé par une chapelle.
De plus, la forteresse se situe au bord d'une petite plaine contenant des marais salants, particularité dont les templiers tirent profit en exploitant les salines.

## La fin
À partir de 1260 le site devient strictement défensif dans le sens où plus aucune offensive n'est lancée depuis Château Pèlerin. Cette forteresse ne fut jamais prise et sera d'ailleurs la toute dernière place forte abandonnée en Terre Sainte le 14 août 1291, après la perte de Saint-Jean-d'Acre le 28 mai de la même année.
Le château Pèlerin a par la suite été démantelé par les forces musulmanes.

## Anecdote
Lors de la septième croisade, où sa mère Marguerite de Provence séjourne à l'écart des combats, Pierre Ier d'Alençon y voit le jour le 29 juin 1251.

## Recherches archéologiques
Lors de la présence britannique au XXe siècle, des recherches ont été effectuées sous la direction de Cedric Norman Johns qui ont permis de mettre au jour des vestiges de bâtiments et de les identifier, précisant l'importance du site,.

## Notes et références

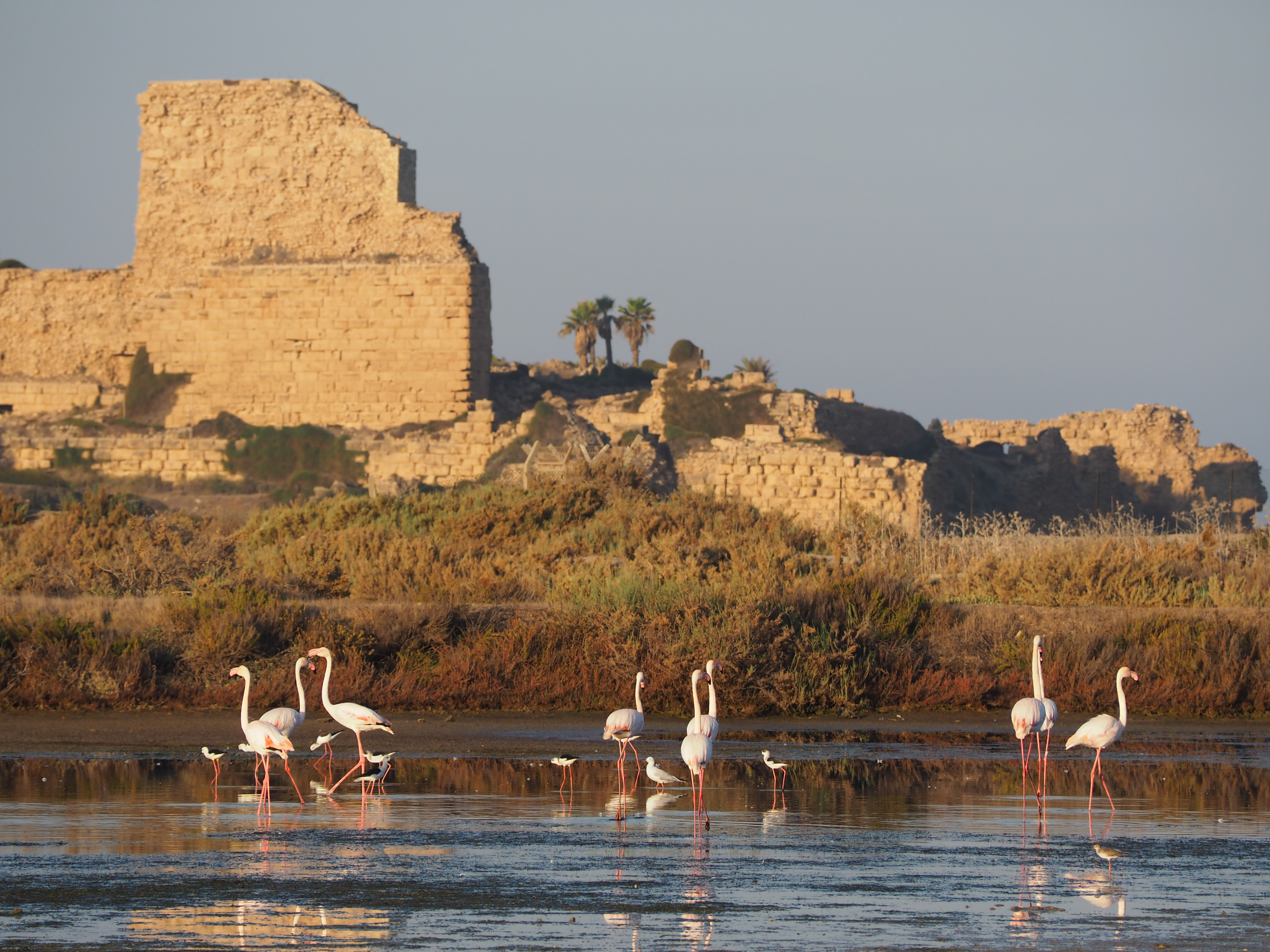